# 戰地風雲6
《戰地風雲6》（又译作）是由戰地風雲工作室開發，藝電發行的第一人稱射擊游戲，是戰地風雲系列第16款作品，遊戲設定在2027年，涉及北約以及一家私人軍事公司。
該作品於2025年7月24日發布了首部預告片, 計劃發售日期為2025年10月10日，並在當天登陸PlayStation 5、Windows和Xbox Series X/S。2025年7月24日，战地6公布首支预告片，揭开了此前提到的前北约国家资助的私人军事公司和平军团的面纱。2025年8月9日到10日，以及该月14日至17日，战地6开启大规模Beta公开测试，获得邀请码的玩家在8月7日即可开启测试。
游戏的所有平台的基礎版零售价为69.99美元，特殊版的零售价为99.99美元。

## 備註
1. 1 2  由Criterion Games、DICE、Ripple Effect Studios和Motive Studio联合开发